# Лободовський Михайло Федотович
Лободовський Михайло Федотович (псевд.: Ан. Лобода, Дмитро Христинич; 1841 – квітень 1919) – український письменник, перекладач, етнограф.

## Життєпис
Михайло Лободовський народився у 1841 році. Закін. Харків. духовну семінарію (1863). За переконаннями націонал-федераліст. Був чл. харків. «Старої громади». Від 1883 входив до укр. радикал. «Драгоманівської громади», боровся за відродження укр. нації на федератив. принципах. У 1860–70-х рр. учителював на Слобожанщині, Київщині, Поділлі та Волині, збирав нар. пісні, казки, окремі вирази і слова для словника.
Товаришував із родиною Драгоманових-Косачів. За поширення серед селян Катеринославщини укр. книги Л. заборонено вчителювати. На прохання уродженця Новоград-Волинського О. Лоначевського-Петруняки, який навч. разом із П. Косачем у Київ. ун-ті і співпрацював з ним у т-ві «Стара громада», останній 1876 влаштував Л. писарем Райков. волості Новоград-Волин. пов., однак і на новій посаді, з відома П. Косача, він продовжував свою діяльність, залучивши до співучасті Олену Пчілку. Л. безкоштовно роздавав селянам укр. книжки, котрі (154 прим.) вилучені поліцією. Серед конфісков. книг – твори Т. Шевченка, укр. перекл. повісті «Тарас Бульба» М. Гоголя, в якому слова «російська земля, російський вилучені та змінені словами Украйна, українська земля, українець, а врешті решт пророче проголошений навіть свій майбутьній український цар».
Л. змушений емігрувати, кілька років у Женеві працював складачем у друкарні М. Драгоманова. Потім переїхав на Холмщину, учителював, гуртуючи навколо себе сільс. молодих інтелігентів для етногр. записів. Повернувшись до Харкова, разом із Б. Грінченком, Д. Пильчиковим, А. Шимановим 1887 створив харків. громаду народолюбців. Гуртківці вивчали укр. мову, збирали нар. пісні, казки, обговорювали проблеми нар. освіти, складали популярні книжки для народу, читали укр. часописи з Галичини. Л. познайомив Б. Грінченка з Х. Алчевською, яка запросила його вчителювати в Олексіїв. школу Слов’яносерб. пов. на Катеринославщині. 1889 Л. уперше відвідав на хуторі П. Куліша, матеріально допомагав йому, виклопотав перед С.-Петербур. АН для нього щорічну пенсію у 600 крб. Після смерті П. Куліша перевидавав його твори, клопотався про матер. допомогу О. Куліш (Ганна Барвінок). Листи Л. до П. Куліша й Ганни Барвінок зберігаються у Черніг. літ.-мемор. музеї-заповіднику М. Коцюбинського. У ж. «Кіевская старина» (1897, т. 57, № 4) опублікував спогади «Три дня на хуторе у Пантелеймона Александровича и Александры Михайловны (Ганны Барвинок) Кулиш», у «Рідному краї» (1910) – «Згадку про покійного українського преславного письменника, Бориса Дмитровича Грінченка».
Завдяки клопотанням Л. 1902 відомого укр. ученого, основоположника радіотелекерування та електрографії М. Пильчикова переведено до Харкова, де він очолив каф. фізики технол. ін-ту. 4 травня 1906 Л. у Харкові видав г. «Порада» під № 1/2, де всі матеріали належали йому: надруковано Височайші маніфести від 17 травня 1905 і 20 лютого 1906 в оригіналі й перекладі укр. мовою з влас. коментарями.
Автор кн. «Перегляд поеми “Марія” Тараса Григоровича Шевченка, напечатаної у Кобзарі 1907 року, і та ж таки поема по четвертому чиємусь рукопису» (X., 1910), у якій фальсифікував текст твору Т. Шевченка (дописав цілий розділ). Мета фальсифікації Л. – приховати антиклерикал. зміст «Марії», узгодити поему з догматом про непорочне зачаття Ісуса Христа тощо. Виступ Л. був поштовхом до судового переслідування 1911 «Кобзаря», виданого за ред. В. Доманицького, й конфіскації частини його тексту (рішення С.-Петербур. суд. палати, 1912).

## Політичні погляди
Громад.-політ. діяльність Л. мала дуаліст. (маргінал.) характер. У спогадах Ю. Коллард написав, що наприкінці 19 ст. Л. став «благонадій. малоросом».

## Власні книги
- Лободовський, Михайло. Перегляд поеми "Марія" Тараса Григоровича Шевченка. Харків: [б. в.], 1910. 72 стор.

## Переклади українською
- Нікалай Гоголь. Тарас Бульба (К., 1874; Х., 1883
- Нікалай Гоголь. уривок «Степы» (Л., 1894)

Лободовський також здійснював перекл. Євангелія, окремих творів Дж.-Ґ. Байрона, М. Лермонтова.

### Переклад Гоголевого Тараса Бульби
Лободовський (під псевдонімом М. Лобода) першим у Рос. імперії переклав укр. мовою повість «Тарас Бульба» М. Гоголя (К., 1874; Х., 1883; уривок «Степы» – Л., 1894). Як описував Михайла Лободовського Євген Чикаленко, Лободовський був відомий в Україні передовсім "як перекладник Гоголевого Тараса Бульби на дуже "круту" українську мову". Лободовського було звільнено з посади учителя Городнищенського парафіяльного училища Черкаського повіту на Катеринославщин і, зокрема, за цей його переклад “Тарас Бульби” українською мовою.
Публікація україномовного перекладу Лободовського була помічена цензорами Російської імперії лише через рік, коли помічник попечителя Київського учбового округу, ініціатор і натхненник горезвісного “Емського указу” також відомого як “Закон Юзефовича”, Михайло Юзефович скористався цим україномовним перекладом, як приводом для репресій на українське слово, що вилилися в Емський указ 1876-го року, а Третій відділ зацікавився текстом та особою автора цього україномовного перекладу. Юзефович у докладній записці від 1875 року з заголовком Про так-званий українофільський рух (рос. О так называемом украинофильском движении) закидав українофілам такі провини пов'язані з цим україномовним перекладом Тараса Бульби: "[...] розповсюджував по копійчаним цінам свої тенденційні видання, включно з спотвореною переробкою на малоросійське наріччя Гоголевого Тараса Бульби, де всі слова "Росія, російська земля, росіянин" усунено й замінені словами "Україна, українська земля, українець", й в решті решт пророче навіть проголошено свого майбутнього українського царя!"
- Микола Гоголь. Тарас Бульба. Переклад з рос.: М. Лобода [Лободовський]. Київ: Тип. М. П. Фрица. 1874. 172 стор.[6][7][8]

- (перевидання) Микола Гоголь. Тарас Бульба: Переклад з третего выданьня. Перекладар: М. Л. [Лободовський]. Харків: Печатня Окружного штаба. 1883. 235 стор. (2-м заходом)